# Florencio Escardó
Florencio Escardó (Mendoza, 13 de agosto de 1904 - Buenos Aires, 30 de agosto de 1992) fue un destacado pediatra, sanitarista, escritor y periodista argentino.

## Biografía
No debe confundirse con el escritor argentino-uruguayo Florencio Escardó del siglo XIX, del cual era nieto.
Fue médico imitando a su abuelo, cirujano del ejército portugués, apellidado Taborda.
Hizo su enseñanza media en el Colegio Nacional de Buenos Aires. En 1929 egresó de la Facultad de Medicina de la Universidad de Buenos Aires.
Fue Decano de la Facultad de Medicina en 1958, y luego vicerrector de la Universidad de Buenos Aires, logrando convertir el régimen masculino de los colegios Colegio Nacional de Buenos Aires y Escuela Superior de Comercio Carlos Pellegrini, en mixto. Esta iniciativa, como tantas otras de su vida, fue resistida y polémica.
Su cátedra crea el primer laboratorio de Bacteriología Pediátrica, un Centro Audiovisual importante, un pabellón de Psicología con 8 consultorios y una sala de terapia para grupo,  un laboratorio de Isótopos reconocido por la Comisión Nacional de Energía Atómica. Crea la residencia de Psicología Clínica.
Dio importancia al aspecto social, fundando la "Escuela para Padres del Hospital de Niños", en su cátedra instituyó el trabajo en terreno para incluir la realidad de las familias asistidas: sus alumnos realizaban trabajo asistencial y comunitario en la isla Maciel. En 1976 se lo cesantea de todos sus cargos.
Su carrera  hospitalaria comienza en la Maternidad Samuel Gache del Hospital Rawson, pero su labor descollante transcurre en el Hospital de Niños Dr. Ricardo Gutiérrez, por 45 años ocupó diversos puestos: llegó a ser Jefe de Servicio de la Sala 17 y Director del establecimiento. Desde ese cargo impuso una reforma para beneficiar la recuperación de los niños: la internación de las madres con los pacientes para mantener el vínculo afectivo. Hasta entonces las madres podían visitar a los hijos internados de  día, entre las 17 y las 19, luego eran alimentados con mamaderas que colgaban de soportes metálicos sobre las cunas. Esa imagen lo conmovió cuando visitó el servicio a los 22 años, y modificó el sistema de acceder a la jefatura de la Sala:

¿Qué puede tener de revolucionario pensar que las madres deben estar con sus hijos enfermos? [...] ¿Cómo alguien puede aprender pediatría si no se está al lado la madre? Tardé treinta y dos años en conseguir que las madres entraran a la Sala en el Hospital de Niños –¡treinta y dos años!– Es lo único de lo que estoy orgulloso en la vida.

Fue presidente de la SADE (Sociedad Argentina de Escritores), y miembro titular de la Academia Porteña del Lunfardo.
Fue guionista de la película La cuna vacía (1949) dirigida por Carlos Rinaldi.
Actualmente lleva su nombre el Hospital Materno Infantil de Tigre (Buenos Aires).

## Obras como escritor
Fue un escritor científico y profesional, y de otras temáticas relacionadas con la salud y la familia. En 1969 publicó la Enciclopedia Gastronómica Infantil y fundó la revista Mamina.
En el rubro "humor" usaba el seudónimo: «Piolín de Macramé»; antes había usado el "Juan de Garay". Como «Piolín de Macramé» en 1921 comenzó a publicar la columna «Palabras sin objeto», luego llamada «¡Oh!», «Cosas de argentinos» y «Cosas de porteños» las que aparecieron en los diarios Crítica, La Razón y La Nación. En 1940 la editorial chilena Ercilla editó una recopilación parcial, luego El Ateneo de Buenos Aires hizo otra edición más completa y en 1957, Rueda lanzó una reedición. En 1964 el diario El Mundo de Jacobo Timerman lanzó 75 nuevos «¡Oh!, que fueron compilados por Americalee en dos ediciones, una en 1965  y otra en 1972. En 1982 vuelven a aparecer publicados los «¡Oh!» en la revista Caras y Caretas.
A la ciudad le dedica Geografía de Buenos Aires (1945), seguido de un tardío Nueva Geografía de Buenos Aires (1971), y la letra de dos tangos “La ciudad que conocí” y “¿En qué esquina te encuentro Buenos Aires?” que fueron musicalizados por Atilio Stampone y Julio de Caro; a su colegio secundario, el Nacional Buenos Aires, le dedica el libro de recuerdos La casa nueva. También fue autor de varias poesías.
Sobre su obra literaria más recordada, Geografía de Buenos Aires, escribiría: En 1945 escribí la "Geografía de Buenos Aires" que editó Losada y que se agotó rapidísimamente. Por motivos personales y ocasionales me negué a una nueva edición a que muchas instancias me urgían. Cuando accedí a ello en 1962, los 17 años transcurridos habían disociado muchos contenidos del libro de la realidad inmediata que le diera apoyo; en consecuencia pensé que la tirada no tendría más éxito que el bibliofílico a que todo libro se atiene; pero la edición fue casi súbitamente absorbida y lo mismo sucedió con la copiosa de Eudeba de 1966, a la que precedía esta leal advertencia: "Los datos y referencias que el libro contiene no corresponden, en buena parte, a la realidad actual de la ciudad, con lo que la obra ha venido a constituir el documento de un pasado que, muy vívido en su momento, no tiene ya actividad. Tal circunstancia le presta, quizás, el encanto de una estampa pasada de moda, pero que conserva -por lo menos así lo espero- el fervor porteño y el amor ciudadano que asistieron a su génesis y que ha sido, tal vez, la causa recóndita de que mucha gente joven (y que por lo tanto no ha conocido la ciudad que se describe) me hable con recurrencia de este ensayo con afectuoso interés y cordial curiosidad". (...) Por otra parte es de todas mis obras la que mayores satisfacciones me ha deparado: con frecuencia me es comentada en forma entrañable, varios de sus párrafos han sido escogidos para ser recitados como poemas, con música y sin ella, he debido firmar y dedicar ejemplares en ciudades y pueblos bien lejanos...

"En su borde Este y Norte, hasta la Recoleta, una abrupta barranca marca lo que fue antes la orilla del río que la ciudad ha rechazado ahora muchas cuadras allá; las calles descienden en bruscas pendientes, que a los porteños parecen una aventura antigravitaria. Cinco irregularidades colocadas casi simétricamente en los veriles del recinto urbano trazan un sistema orográfico que se llama antonomásticamente 'las barrancas'. Todas cinco están libres de la ofensa de las casas; el suelo se muestra en ellas libre y vegeal, como un homenaje que la metrópoli de la pampa erige a la tierra que se alza y se ondula. Son el Parque Lezama, el parque del Retiro, el paseo de la Recoleta, las Barrancas de Belgrano y el Cementerio de Flores.

Desde las cuatro primeras el porteño puede mirar el río llanísimo e interminable; la última parece un atalaya hacia la planicie que junto a la ciudad se muestra en persona, tal cual y tal cual la pisó el indio que acechaba la ciudad de barro y de paja de Don Pedro de Mendoza."
Florencio Escardó, Geografía de Buenos Aires.

"A pesar de la estricta vigilancia que el colegio ejercía, había en nuestro curso tres muchachos que desaparecían cuando querían, a poco que corriesen el peligro de ser interrogados por los profesores en situación desventajosa faltaban a esa clase, para reaparecer tranquilos y serenos en la siguiente. Lo advertimos cuando, presentes al pasar lista de la asistencia, no lo estaban al llamado del profesor. Al ser requeridos dábamos, con automática y no requerida complicidad, las explicaciones más plausibles.

- Se retiró enfermo.
- Salió con permiso.
- Está en la Prefectura.
Pasado el peligro retornaban y no había fuerza en el mundo que les hiciesen confesar adonde se habían escondido; cuando la presión inquisitiva se tornaba muy fuerte se limitaban a contestar:
- Estuvimos fumando.

Y nadie los sacaba de allí. Evidentemente era una consigna. Entretanto disfrutaban del prestigio conjugado de la eficacia de una escapatoria y del hermetismo. Hasta que un día la presencia de un misterio mayor los hizo hablar. Habían descubierto una efracción en el tabique de tablas que separaba lo restante del claustro del sitio demolido hacia el oeste; como formaba una “impasse” los inspectores de patio no creían necesario vigilarlo. Con paciencia de presidiarios habían perfeccionado el buraco sin alterar la anatomía externa y en el momento propicio se pasaban al terreno donde, detenida un tiempo la obra, las hierbas iban recobrando el implacable derecho vegetal sobre los trozos de muros derruidos y sobre el desorden de fragmentos de ladrillos y cementos, conjunto propicio a cualquier aventura y sitio maravilloso para una escapada; en ese decorado de Huber Robert pasaban sus semi-rabonas el gordo Venazzano, el flaco Estiú y el loco Tays. La necesidad de las reservas era obvia ya que la difusión de la noticia hubiese significado el fin del disfrute y los tres lo guardaban como juramentados llamando, para mayor romanticismo “Ortus conclusus”, a aquel yuyal de ricino, cardos y malezas que medraban a cien metros de la Pirámide de Mayo. Sucedió que recorriendo su coto de humo dieron con algo que no esperaban jamás: la boca de un ancho túnel abovedado, libre de toda obstrucción y de estructura perfecta que partiendo de lo que habían sido los fondos del antiguo Colegio se prolongaban hasta el noreste o sea en la dirección de la Casa de Gobierno; penetraron cuidadosamente en él y avanzaron sin dificultad muchos metros hasta que los rodeó la oscuridad más completa. Abandonaron las exploraciones para mejor ocasión, pero al volver al Colegio la magnitud del descubrimiento pudo más que el interés escapatorio y entre ilusionados e incrédulos varios más fuimos iniciados en el tremendo secreto."
Florencio Escardó, La casa nueva. Evocaciones del Colegio Nacional de Buenos Aires.

## Libros
| Salud - Nociones de Puericultura. - Los alimentos del niño pequeño. En colaboración con el Dr. Mario Waissmann. - La inapetencia infantil - Abandónicos y hospitalismo. - El niño asmático - El alma del médico - ¿Qué es la Pediatría?. - Elogio de la Pediatría - El médico y las gentes - Pediatría psicosomática. | - La sociedad ante el niño - Neurología infantil y epilepsia en el niño. En colaboración con Aquiles Gareiso. - La Pediatría, medicina del hombre. - Moral para médicos. En colaboración con Fernando Matera. - Carta abierta a los pacientes. En colaboración con Norberto Baranchuk. - Anatomía de la familia. - Sexología de la familia. - Manual de puericultura - Mis padres y yo - Los derechos del niño. - Neurología infantil | Poesía - Versos, 1922 - Poemas de la noche - Siluetas descoloridas - La sombra de la nube. - De niños para cuentos. Otros - Cosas de Argentino - Un pueblo desierto - Geografía de Buenos Aires - Nueva geografía de Buenos Aires - Ariel o el discípulo - Pinocho y Peter Pan - Sydenham y Don Quijote. - La casa nueva. |

## Reconocimientos
- Fue honrado en 1984 con el Premio Konex de Platino y un Diploma al Mérito en "Literatura de humor".[21]
- Declarado Ciudadano Ilustre de la Ciudad de Buenos Aires.[2]
- Mediante la Ley 1455/2004 la Legislatura de la Ciudad de Buenos Aires denominó con su nombre a un espacio verde, ubicado en la intersección de las arterias Sánchez de Bustamante (acera impar) y Paraguay (acera par).